# Guy de Bazoches
Guy de Bazoches o Guido de Bazoches († ca. 1203) fue un canónigo y cruzado francés.
Nació en una familia noble; estaba emparentado con una rama de la familia  de Châtillon (que dio varios obispos a Soissons) y era sobrino de Haimon, obispo de Châlons-sur-Marne. Su hermano combatió junto al rey Felipe Augusto en la batalla de Bouvines (1214).
Estudió en Montpellier y París. Luego fue nombrado canónigo de la catedral de Châlons-sur-Marne.
Fue una persona letrada, lector de Beda el Venerable y autor de varias obras: una historia universal, un tratado de geografía, poemas y un amplio epistolario.
En 1190, Guy participó de la Tercera Cruzada, formando parte del contingente del Conde Enrique II de Champaña.
Se cree que falleció en el año 1203.